# Adam Krzemiński

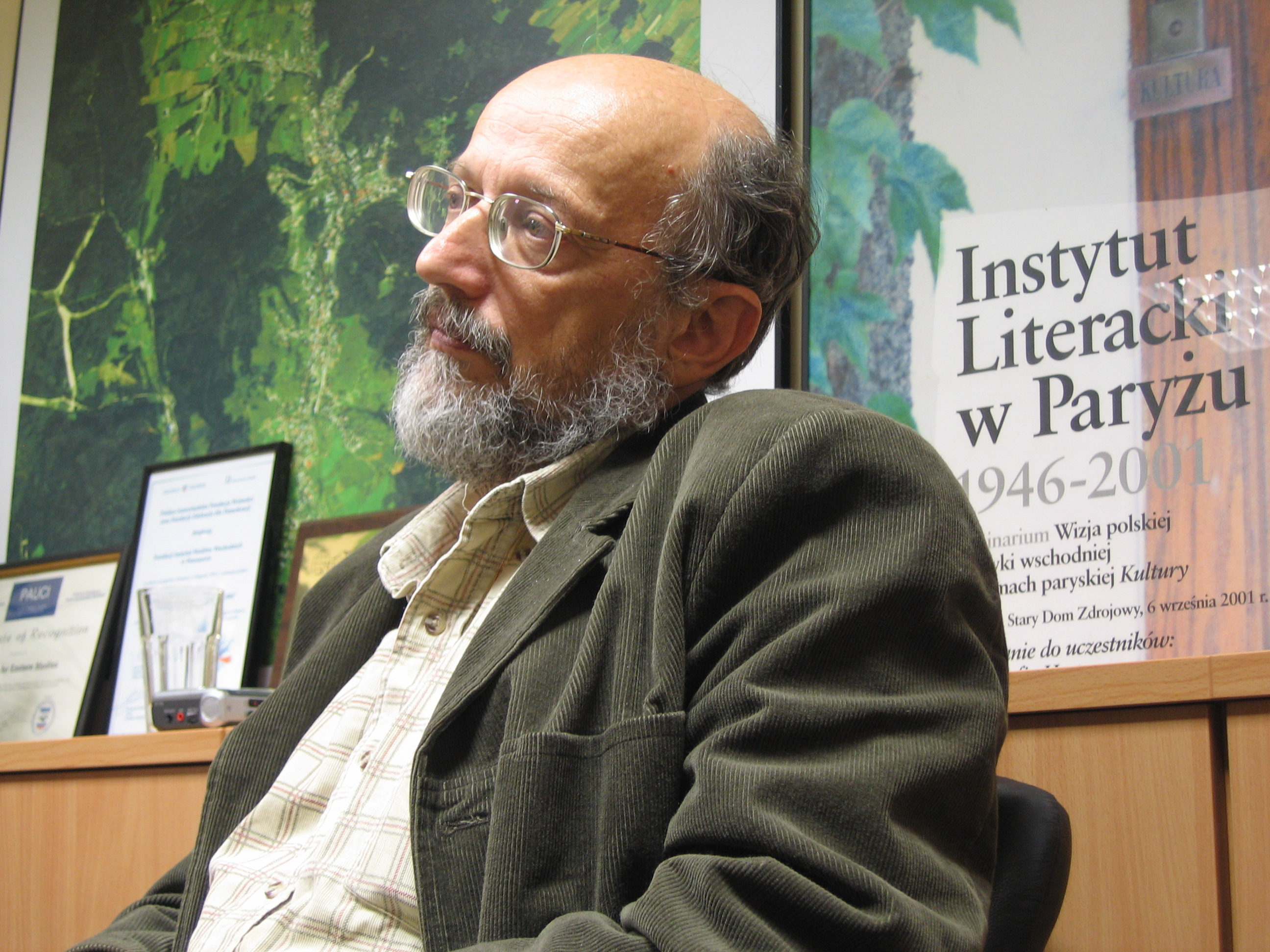
Adam Krzemiński en 2005.

Adam Krzemiński (Radecznica, 27 de enero de 1945) es un periodista y autor polaco.

## Biografía
Es editor desde 1973 de Polityka, el semanario más influyente de Polonia, y también escribe habitualmente en otros diarios alemanes como Die Zeit, Der Spiegel o Frankfurter Allgemeine Zeitung. Estudió Filología Germánica en Varsovia y Leipzig, y se ha especializado en temas relacionados con la historia y la actualidad de las relaciones entre Alemania y Polonia. Por su labor como periodista ha recibido varios premios, entre ellos la Medalla Goethe (1993), la Gran Cruz de la Orden del Mérito de la República Federal de Alemania (1996) y el premio de ensayo del PEN Club polaco (1999). Es autor de un libro de ensayo sobre Polonia en el siglo XX y de un volumen sobre la relación entre Polonia y Alemania.